# Durchhörbarkeit
Durchhörbarkeit ist ein Begriff aus der Musikwissenschaft und Musikpsychologie, der auch für die Tontechnik und Rundfunktechnik übernommen wurde. In der Musikwissenschaft und Musikpsychologie bezeichnet Durchhörbarkeit die Transparenz und „Klarheit“ eines musikalischen Geschehens. Im Rundfunk bezeichnet der Begriff die Homogenität eines Musikwerks oder eines Hörfunkprogramms, etwa in Bezug auf Lautstärkeschwankungen oder musikalische Stilmerkmale.

## Musikwissenschaft und Musikpsychologie
In der Musikwissenschaft und Musikpsychologie bezieht sich der Begriff auf die hörpsychologische Durchdringung von musikalischen Strukturen, z. B. auf die musikalisch-analytische Wahrnehmung der einzelnen Tonkomponenten oder Intervallqualitäten eines Akkordes, einer Kadenz oder eines ganzen Satzgefüges.

## Tontechnik
Ein Audioinhalt gilt in sich und im Kontext mit anderen als „durchhörbar“, wenn er keine großen Schwankungen in der Lautheit und im Frequenzspektrum aufweist. Diese Schwankungen können zum Teil objektiv messbar sein oder rein subjektiv empfunden werden. Ein wichtiger Prozess in der Musikproduktion ist das Mastering mehrerer fertig gemischter Musiktitel zu einem homogen klingenden Album. Hierbei spielen Parameter wie die Verteilung von Frequenzen (Equalizer) und Kompression zentrale Rollen.

## Durchhörbarkeit von Rundfunkprogrammen

### Privatradios
In der Medienwissenschaft wird der Begriff in Bezug auf den Hörfunk verwendet. In Deutschland wurde die Durchhörbarkeit 1984 mit der Zulassung der Privatsender zu einem programmentscheidenden Kriterium. Die Privatsender versuchten, das gesendete Material samt Moderation, Nachrichten etc. einem Profil zu unterwerfen, das die Durchhörbarkeit garantiert. Der Grund dafür war neben dem Wiedererkennungswert (Corporate Identity) der Quotenzwang: Durchhörbarkeit schien zu garantieren, den Hörer bei der Stange zu halten, statt ihn durch unerwartete Töne oder Ansprachen abzuschrecken und zur Konkurrenz abwandern zu lassen. „Das Programm sollte kontinuierlich rezipiert werden können, ohne dass Brüche erkennbar waren.“
In die Praxis umgesetzt wurde die Durchhörbarkeit durch die Beschäftigung bestimmter Moderatoren nach Kriterien ihres Temperaments und Dialekts und durch die Bildung von Musikpools. Diese Pools wurden von DJs und Redaktion so bestückt, dass keine auffälligen Spitzen vorkamen und bestimmte Hits aus den Charts regelmäßig auftauchten – „rotiert“ wurden. In den 1990er Jahren übernahmen Computer zudem eine Feinabstimmung der Musikauswahl, indem sie etwa für die Position nach den Nachrichten automatisch schnellere Stücke auswählten und in den Sendeablaufplan schoben. Wortbeiträge galten zwar als Futter des Programms, aber auch als Brüche für die Durchhörbarkeit, sprich: als Ausschaltkriterium. Sie mussten deswegen besonders „bunt“ produziert sein und durften eine bestimmte Länge nicht überschreiten. Als Standardlänge in den 1980er Jahren galt bei Privatsendern 3 Minuten 30 Sekunden. Mehr „Wort“ war, nach der vorherrschenden Auffassung, dem Zuhörer nicht zumutbar.

### Öffentlich-rechtliche Sender
Die öffentlich-rechtlichen Hörfunksender zögerten zunächst in dieser Entwicklung. Die 3'30-Regelung der Privaten wurde sogar als „Kulturverfall“ gewertet. Die Durchhörbarkeit galt als Mittel der „Hörerverdummung“. Der anspruchsvolle Hörer, so argumentierte man, verkrafte Brüche im Programm nicht nur, er fordere sie sogar.
Erst in den 1990er Jahren begannen auch die ARD und das Deutschlandradio, im Rahmen von Programmstrukturreformen einzelne Sendekanäle auf Durchhörbarkeit umzustellen. Beim WDR etwa begann man mit 1Live (1995), wo von Anfang an zum Beispiel die Nachrichten über einem rhythmischen Musikbett verlesen wurden und keine ausgewiesenen Musikjournalisten mehr ihre eigenen Schallplatten und CDs ins Studio mitbrachten und selbst anmoderierten.
Inzwischen sind auch bei den öffentlich-rechtlichen Programmen fast alle Kanäle im Rahmen mehrerer Strukturreformen geglättet worden, um sie durchhörbarer zu machen. Die 3'30-Regelung wird von manchen ARD-Programmen teilweise unterschritten. Lange unberührt davon waren die Kulturprogramme mit ihrem relativ hohen Wortanteil bzw. die Programme „ernster“ Musik geblieben. Inzwischen werden aber auch diese Programme dem Kriterium der Durchhörbarkeit unterzogen.
Der Schriftsteller Navid Kermani kritisierte 2021, dass die Kulturwellen weitgehend auf Durchhörbarkeit umgestellt worden seien und betonte, die Unterwerfung der Programmgestaltung unter den Druck von Reichweite und Quote bewerte die Frage, dass jemand einschalte, höher als die, wie er denn zuhöre.

### Software
Private Klassik-Sender setzen seit den 1990er Jahren Software zum Verwalten und Abspielen des digitalen Musikpools ein, inzwischen ziehen auch öffentlich-rechtliche Sender nach. Das marktbeherrschende Programm dafür war bis zur Jahrtausendwende das auf dem Betriebssystem DOS basierende RCS (Radio Computing Services), danach Musicmaster. Im Grunde versuchen diese Programme, Musiktitel (aber auch Jingles und Trailer) anhand von Kriterien wie
- Tonart
- Genre
- Kompositionsstil
- Besetzung
- Geschwindigkeit
- emotionale Grundstimmung

aneinander anzupassen. Ein Radioprogramm kann zum Beispiel „anziehen“, sollte aber bei diesem kaum merklichen Beschleunigen nicht den Stil wechseln, also beispielsweise den orchestralen Barock nicht verlassen. Alternativ kann man über die Software die Musik über die Strecke von ein oder zwei Stunden langsam vom Barock in die Wiener Klassik migrieren, ohne dass es dem Hörer auffällt. Jeder Rundfunkmitarbeiter, der Musiktitel in die Datenbank einpflegt, muss sie entsprechend verschlagworten. Auch wenn die Software primär zur Harmonisierung von Programmflächen eingesetzt wird, kann sie auch auf Knopfdruck „zwischen verschiedenen Kategorien wechseln, um zum Beispiel immer wieder unverbrauchte Songs in aktive Kategorien zu befördern“. Schon der Begriff „unverbraucht“ bei Musik impliziert, dass es „verbrauchte“ Musik gibt, also durch zu häufige Wiederholung langweilig gewordene Titel – ein ungewünschter Nebeneffekt der Durchhörbarkeit. Seit etwa 2010 experimentieren zunehmend auch öffentlich-rechtliche Klassikwellen mit diesen Programmen.

### Einschaltquote
Zwar erhielten manche reformierten Pop-Wellen Hörerzuwächse, bei anderen jedoch brach die Quote ein. Es gibt keine verlässliche Statistik, die die Durchhörbarkeit als Garant für den Erfolg eines Radioprogramms belegt.
Für viele Hörer gilt die Durchhörbarkeit sogar als abschreckend, weil sie als „einlullend“ bzw. Radio als reines Begleitprogramm empfunden wird. In den USA führte diese Unzufriedenheit zu zahlreichen „Freeform Radio Stations“ – einer Gegenbewegung zum gängigen Formatradio.

### Internetradio
Mit der zunehmenden Verbreitung digitaler Hörfunkkanäle und vor allem des Internetradios bekommt die Diskussion um die Durchhörbarkeit eine weitere Dimension. Wer ein durchhörbares Programm hören möchte, findet im Internet Tausende von Sendern mit homogenen Musikgenres nach seinem Geschmack und ohne Moderation und Zeittaktung, aber auch Programmangebote, die bewusst Kontraste schaffen. Neben den Nischensendern des Internets mit lediglich von Werbung und kurzen Moderationen unterbrochenen homogenen Musikfarben haben sich Modelle algorithmischer Musikstreams etabliert, allen voran Last.fm und Pandora. Beide Portale streamen nicht von DJs, also Menschenhand, sondern vielmehr von Software ausgesuchte Musik. Der Anwender gibt dem System nur einen Startpunkt, etwa Punk oder Beethoven oder Downbeat, und bekommt dann stundenlang Musik geliefert, die sich entlang dieses Genres bewegt. Pandora nennt das in Anlehnung an genetische Mutationsprozesse Music Genome Project.